# Megalocranchia abyssicola
Megalocranchia abyssicola är en bläckfiskart som först beskrevs av Goodrich 1896.  Megalocranchia abyssicola ingår i släktet Megalocranchia och familjen Cranchiidae. Inga underarter finns listade i Catalogue of Life.